# Hydriomena literata
Hydriomena literata är en fjärilsart som beskrevs av Donovan 1810. Hydriomena literata ingår i släktet Hydriomena och familjen mätare. Inga underarter finns listade i Catalogue of Life.